# وايترايت (تكساس)
وايترايت (بالإنجليزية: Whitewright, Texas)‏ هي بلدة أمريكية تقع في الولايات المتحدة في تكساس. يقدر عدد سكانها بـ 1,740 نسمة ومساحتها 5.5 كم2 وترتفع عن سطح البحر 229 متر.

## التركيبة السكانية
حدّد مكتب تعداد الولايات المتحدة بيانات التركيبة السكانية لوايترايت في تعداد الولايات المتحدة. في ما يلي، التركيبة السكانية حسب تعدادي 2000 و2010.

### تعداد عام 2000
بلغ عدد سكان وايترايت 1,740 نسمة بحسب تعداد عام 2000، وبلغ عدد الأسر 650 أسرة وعدد العائلات 456 عائلة مقيمة في البلدة. في حين سجلت الكثافة السكانية 361 نسمة لكل كيلومتر مربع (935.0/ميل2). وبلغ عدد الوحدات السكنية 732 وحدة بمتوسط كثافة قدره 151.9 لكل كيلومتر مربع (393.4/ميل2).
وتوزع التركيب العرقي للبلدة بنسبة 87.36% من البيض و8.33% من الأمريكيين الأفارقة و0.57% من الأمريكيين الأصليين و0.92% من الأمريكيين ذوي الأصول الآسيوية و0.06% من سكان جزر المحيط الهادئ و0.86% من الأعراق الأخرى و1.90% من عرقين مختلطين أو أكثر و2.64% من الهسبانيون أو اللاتينيون من أي عرق.
بلغ عدد الأسر 650 أسرة كانت نسبة 36.5% منها لديها أطفال تحت سن الثامنة عشر تعيش معهم، وبلغت نسبة الأزواج القاطنين مع بعضهم البعض 54.3% من أصل المجموع الكلي للأسر، ونسبة 11.8% من الأسر كان لديها معيلات من الإناث دون وجود شريك، بينما كانت نسبة 4% من الأسر لديها معيلون من الذكور دون وجود شريكة وكانت نسبة 29.8% من غير العائلات. تألفت نسبة 26.3% من أصل جميع الأسر من عدة أفراد يعيشون في نفس المنزل ونسبة 12.9% كانت تتألف من شخص يعيش بمفرده يبلغ من العمر 65 عاماً أو أكثر. وبلغ متوسط حجم الأسرة المعيشية 2.52، أما متوسط حجم العائلات فبلغ 3.04.
بلغ العمر الوسطي للسكان 38.9 عاماً. وكانت نسبة 26.2% من القاطنين تحت سن الثامنة عشر، وكانت نسبة 6.4% بين الثامنة عشر والرابعة والعشرين عاماً، ونسبة 26.1% كانت واقعةً في الفئة العمرية ما بين الخامسة والعشرين والرابعة والأربعين عاماً، ونسبة 20.3% كانت ما بين الخامسة والأربعين والرابعة والستين، ونسبة 14.9% كانت ضمن فئة الخامسة والستين عاماً فما فوق. يوجد لكل 100 أنثى 85.6 ذكر، ويوجد لكل 100 أنثى في الثامنة عشر من عمرها فما فوق 81.7 ذكر.
بلغ متوسط دخل الأسرة في البلدة 33,194 دولارًا، أما متوسط دخل العائلة فبلغ 42,292 دولارًا. وكان متوسط دخل الذكور 31,852 دولارًا مقابل 22,639 دولارًا للإناث. وسجل دخل الفرد الخاص بالبلدة 16,137 دولارًا. وكانت نسبة 7.9% من العائلات ونسبة 12.5% من السكان تحت خط الفقر، وكان من هؤلاء نسبة 12.5% تحت سن الثامنة عشر ونسبة 16.9% في الخامسة والستين من العمر وما فوق.

### تعداد عام 2010
بلغ عدد سكان وايترايت 1,604 نسمة بحسب تعداد عام 2010، وبلغ عدد الأسر 639 أسرة وعدد العائلات 438 عائلة مقيمة في البلدة. في حين سجلت الكثافة السكانية 332.8 نسمة لكل كيلومتر مربع (861.9/ميل2). وبلغ عدد الوحدات السكنية 754 وحدة بمتوسط كثافة قدره 156.4 لكل كيلومتر مربع (405.1/ميل2).
وتوزع التركيب العرقي للبلدة بنسبة 85.72% من البيض و8.29% من الأمريكيين الأفارقة و0.50% من الأمريكيين الأصليين و0.06% من الأمريكيين ذوي الأصول الآسيوية و0.06% من سكان جزر المحيط الهادئ و2.56% من الأعراق الأخرى و2.81% من عرقين مختلطين أو أكثر و5.67% من الهسبانيون أو اللاتينيون من أي عرق.
بلغ عدد الأسر 639 أسرة كانت نسبة 33.5% منها لديها أطفال تحت سن الثامنة عشر تعيش معهم، وبلغت نسبة الأزواج القاطنين مع بعضهم البعض 49% من أصل المجموع الكلي للأسر، ونسبة 14.7% من الأسر كان لديها معيلات من الإناث دون وجود شريك، بينما كانت نسبة 4.9% من الأسر لديها معيلون من الذكور دون وجود شريكة وكانت نسبة 31.5% من غير العائلات. تألفت نسبة 26.9% من أصل جميع الأسر من عدة أفراد يعيشون في نفس المنزل ونسبة 13% كانت تتألف من شخص يعيش بمفرده يبلغ من العمر 65 عاماً أو أكثر. وبلغ متوسط حجم الأسرة المعيشية 2.51، أما متوسط حجم العائلات فبلغ 3.04.
بلغ العمر الوسطي للسكان 41.0 عاماً. وكانت نسبة 24.4% من القاطنين تحت سن الثامنة عشر، وكانت نسبة 8.5% بين الثامنة عشر والرابعة والعشرين عاماً، ونسبة 22.8% كانت واقعةً في الفئة العمرية ما بين الخامسة والعشرين والرابعة والأربعين عاماً، ونسبة 27.5% كانت ما بين الخامسة والأربعين والرابعة والستين، ونسبة 16.8% كانت ضمن فئة الخامسة والستين عاماً فما فوق. وتوزع التركيب الجنسي للسكان بنسبة 46.4% ذكور و53.6% إناث.